# Louis Van de Perck
Louis Van de Perck (n. 1889, Hoboken, Antwerpen, Flandra, Belgia – d. 30 noiembrie 1953) a fost un arcaș ce a reprezentat Belgia, medaliat olimpic. A participat la o ediție a Jocurilor Olimpice (1920) în care a câștigat două medalii de aur și două medalii de argint.